# Julian Barry
Julian Barry (* 24. Dezember 1930 in New York City; † 25. Juli 2023 in Beverly Hills, Kalifornien) war ein US-amerikanischer Schriftsteller und Drehbuchautor, der durch seine Arbeit für Kinofilme wie Lenny oder Menschen am Fluß international bekannt wurde.

## Leben und Karriere
Julian Barry, geboren 1930 im New Yorker Stadtteil Bronx und aufgewachsen im Viertel Riverdale, spielte in seiner Jugendzeit Saxophon für eine High-School-Band und besuchte Jazzclubs in New York City. Nach der High School besuchte Barry die Syracuse University in New York, wo er das Fach Drama studierte. Während des Koreakrieges wurde er in die Armee eingezogen und diente bis 1953. Nach seiner Armeezeit arbeitete er zuerst als Schauspieler und Bühnenmanager bei Broadway-Produktionen, Mitte der 1960er Jahre engagierte er sich neben seiner Schauspielertätigkeit auch als Schriftsteller und wurde darüber hinaus auch im Filmgeschäft als Drehbuchautor tätig. 1966 schrieb er eine Folge für die populäre US-amerikanische Agentenserie Kobra, übernehmen Sie. Eine Adaption des Theaterstücks Die Nashörner von Eugène Ionesco wurde 1974 sein erstes verfilmtes Drehbuch.
Ursprünglich wurde Barry 1969 von Columbia Pictures engagiert, ein Drehbuch für Lenny als einen romantischen Liebesfilm zu schreiben. Das von Barry geschriebene Theaterstück Lenny jedoch, dem eine Biografie von Lenny Bruce zugrunde lag, wurde erst ein dramatisches Bühnenstück und zwischen Mai 1971 und Juni 1972 453-mal aufgeführt; der Schauspieler Cliff Gorman erhielt 1972 für die Titelrolle einen Tony Award. 1974 wurde das Stück von Regisseur Bob Fosse dann auch für das Kino adaptiert. Julian Barry verfasste für Lenny das Drehbuch und Schauspieler Dustin Hoffman verkörperte auf der Leinwand die Rolle des Lenny. Der Film wurde 1975 für sechs Oscars nominiert, unter anderem erhielt auch Julian Barry eine Nominierung für das beste adaptierte Drehbuch. 1978 arbeitete er im Hintergrund am Drehbuch zu Irvin Kershners Film Die Augen der Laura Mars mit, an dem seine Ehefrau Laura Ziskin als Produzentin beteiligt war. 1984 verfasste er für Regisseur Mark Rydell das Drehbuch für dessen Film Menschen am Fluß, einem Drama mit Mel Gibson und Sissy Spacek. Im Jahr 1992 entstand sein bisher letztes Drehbuch zu Pablo Ferros Komödie Me, Myself and I mit JoBeth Williams und George Segal.
1978 hatte er die Filmproduzentin Laura Ziskin geheiratet und war mit ihr nach Connecticut gezogen, um dort seine drei Kinder aus seiner früheren Ehe mit Sheila Ann Shulman aufzuziehen. Gemeinsam hatten sie ein Kind. Die Ehe wurde später geschieden.

## Auszeichnungen
- 1975: Oscar-Nominierung in der Kategorie Bestes adaptiertes Drehbuch bei der Verleihung im Jahr 1975 für Lenny

## Publikationen
- 1971: Lenny (Theaterstück)

## Filmografie

### Kino
- 1974: Rhinoceros
- 1974: Lenny
- 1978: Die Augen der Laura Mars (Eyes of Laura Mars)
- 1984: Menschen am Fluß (The River)
- 1992: Me, Myself and I

### Fernsehen
- 1966: Kobra, übernehmen Sie (Fernsehserie, 1 Episode)
- 1991: A Marriage: Georgia O’Keeffe and Alfred Stieglitz (Fernsehfilm)